# Валорбіке
Валорбіке (фр. Valorbiquet) — муніципалітет у Франції, у регіоні Нижня Нормандія, департамент Кальвадос. Валорбіке утворено 1 січня 2016 року шляхом злиття муніципалітетів Ла-Шапель-Івон, Сен-Сір-дю-Ронсере, Сен-Жульєн-де-Майок, Сен-П'єрр-де-Майок i Тордуе. Адміністративним центром муніципалітету є Сен-Сір-дю-Ронсере. Населення — 2491 особа (01.01.2021).

## Демографія
Динаміка населення (INSEE ):